# Мері Енн Маклауд Трамп
Мері Енн Трамп (англ. Mary Anne Trump, до шлюбу Маклауд; 10 травня 1912, Тонг, острів Льюїс — 7 серпня 2000, Нью-Гайд-Парк, Нью-Йорк) — шотландсько-американська світська особа та філантроп, дружина забудовника Фреда Трампа та мама Дональда Трампа, обраного президента США та 45-го президента (2017—2021).
Народилася на Західних островах Шотландії, іммігрувала до США 1930 року та стала натуралізованим громадянином у березні 1942 року. У шлюбі народила п'ятьох дітей і жила в Нью-Йорку.

## Ранні роки
Народилася в селі Тонг на острові Льюїс. Виросла в гельськомовній родині, і була наймолодшою з десяти дітей, народжених в родині Мері Енн Маклауд (до шлюбу Сміт; 1867—1963) і Малкольма Маклауда (1866—1954). Її батько був хліборобом і рибалкою. Англійська для неї була другою мовою, яку вона вивчала в школі.
Її бабусею та дідусем по батьківській лінії були Александр Маклауд та Енн Маклауд; її бабусею і дідусем по материнській лінії були Дональд Сміт і Мері Маколей, які були родом з Ватискера і Саут-Лоху відповідно. Дональд загинув у морі у 34 роки, коли затонув його вітрильник, що часто траплялося у регіоні, який залежав від рибальства. Деякі з попередніх поколінь родини залишили свою землю через депортацію шотландських горців. Місцевість, де жили бабуся та дідусь, описувалась як «людська убогість», а сусідські землі використовувалися для вівчарства. Краєзнавці стверджують, що будинки того часу було «дуже брудними», і сім'ї вели суворе життя рибалок, фермерів і торфокопачів. Початок Першої світової війни послабив економіку регіону та ще більше зменшив чоловіче населення.

## Імміграція до США
Кілька її братів і сестер вже оселилися в США і вона вперше відвідала США у грудні 1929 року. 17 лютого 1930 року отримала імміграційну візу № 2669191 у Глазго. 2 травня вилетіла з Глазго на борту RMS Transylvania і прибула до Нью-Йорка 11 травня (через день після її 18-річчя). Вона заявила, що має намір стати громадянкою США і залишиться в Америці назавжди. Була однією з десятків тисяч молодих шотландців, які виїхали до США чи Канади в цей період, оскільки Шотландія сильно постраждала від наслідків депортації та Першої світової війни. У списку нелегальних пасажирів Transylvania її професія вказувалась як прислуга.

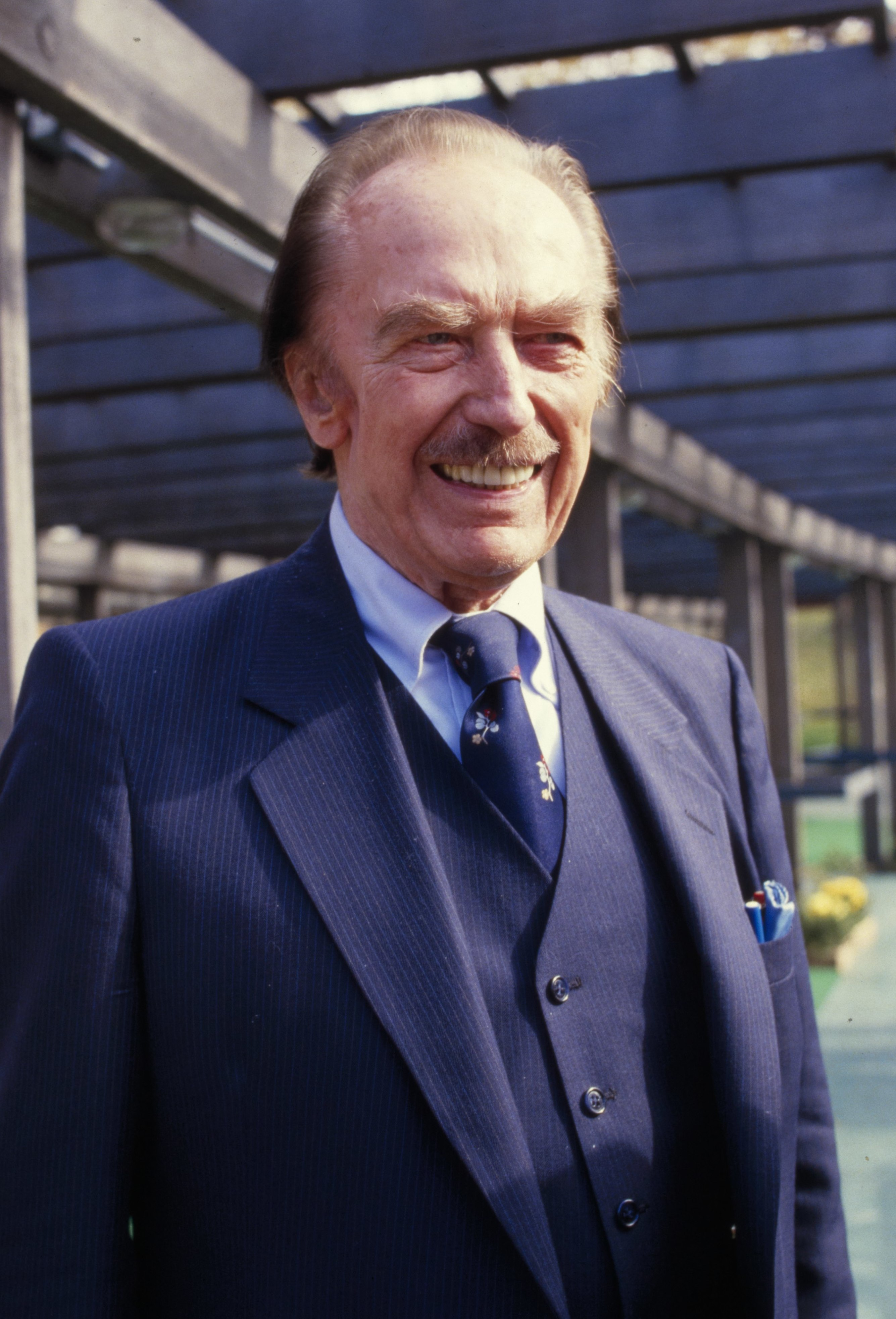
Чоловік Фред Трамп, прибл. 1980

Прибувши до США з 50 доларами (еквівалент 887 доларів у 2022 році), Маклауд жила зі своєю старшою сестрою Крістіною Метісон на Лонг-Айленді та працювала домашньою прислугою щонайменше чотири роки. Певний час працювала нянькою в заможній сім'ї в передмісті Нью-Йорка, але через економічні труднощі, спричинені Великою депресією, втратила цю роботу. 2016 року в шотландській газеті «The National» писали: вона «почала життя в Америці бідною служницею, яка рятувалася від ще гіршої бідності своєї рідної землі». Отримавши дозвіл на повторний в'їзд у США — надається лише іммігрантам, які мали намір залишитися й отримати громадянство — вона повернулася до Шотландії на кораблі SS Cameronia 12 вересня 1934 року. За даними перепису населення США 1940 року, до квітня 1935 року вона проживала в Нью-Йорку.
Хоча у бланку перепису 1940 року, поданій Мері Енн та її чоловіком Фредом Трампом, зазначено, що вона є натуралізованими громадянами, насправді вона стала ними лише 10 березня 1942 року. Однак немає жодних доказів порушень якихось імміграційних законів, оскільки вона часто подорожувала за кордон і згодом змогла повторно в'їхати до США. Вона часто поверталася до свого рідного району в Шотландії й там говорила гельською.

## Особисте життя
У середині 1930-х років жила зі своєю сестрою у Квінзі. У той період познайомилася на вечірці з Фредом Трампом — уже забудовником і будівельником; під час наступного візиту до Шотландії вона розповіла родині, що зустріла свого майбутнього чоловіка. Вони одружилися в пресвітеріанській церкві на Медісон-авеню 11 січня 1936 року під благословенням Джорджа Артура Баттріка. Весільний прийом для 25 гостей відбувся в готелі «Carlyle» на Мангеттені. Медовий місяць провели в Атлантік-Сіті, Нью-Джерсі. 5 квітня 1937 року вона народила їхню першу дитину, Маріенну (1937—2023), а потім Фреда Трампа-молодшого (1938—1981), Елізабет (1942 року народження), Дональда (1946 року народження) та Роберта (1948—2020). Через останні пологи їй провели екстрену гістеректомію, яку вона ледве пережила.

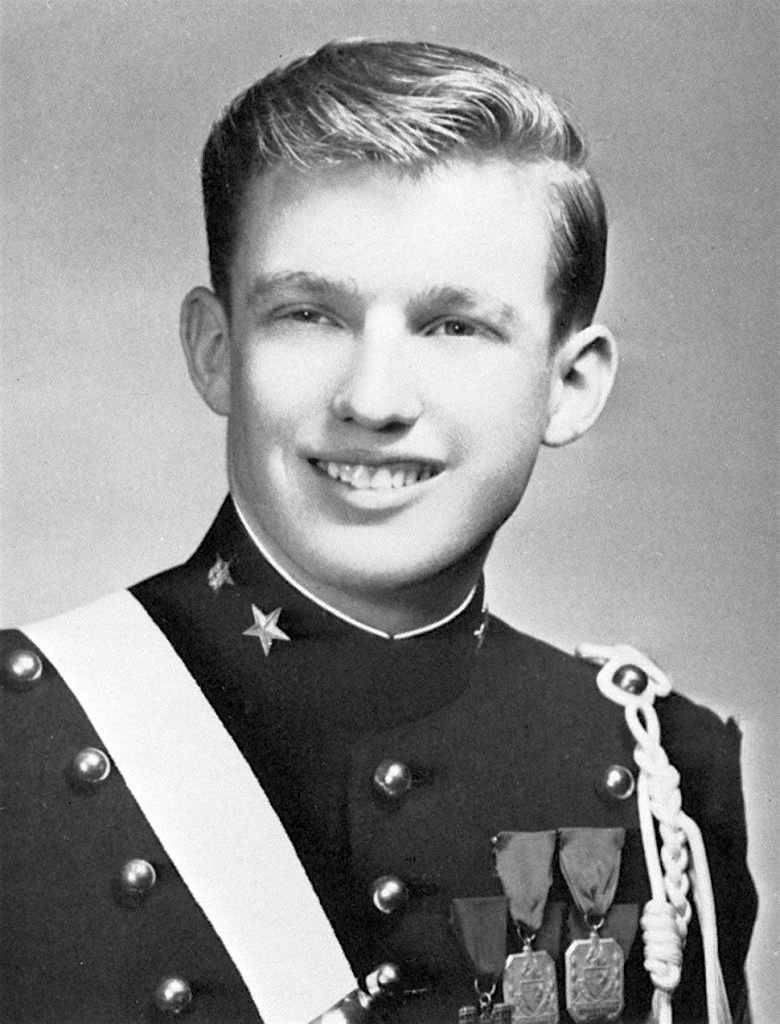
Син Дональд Трамп, 1964 рік

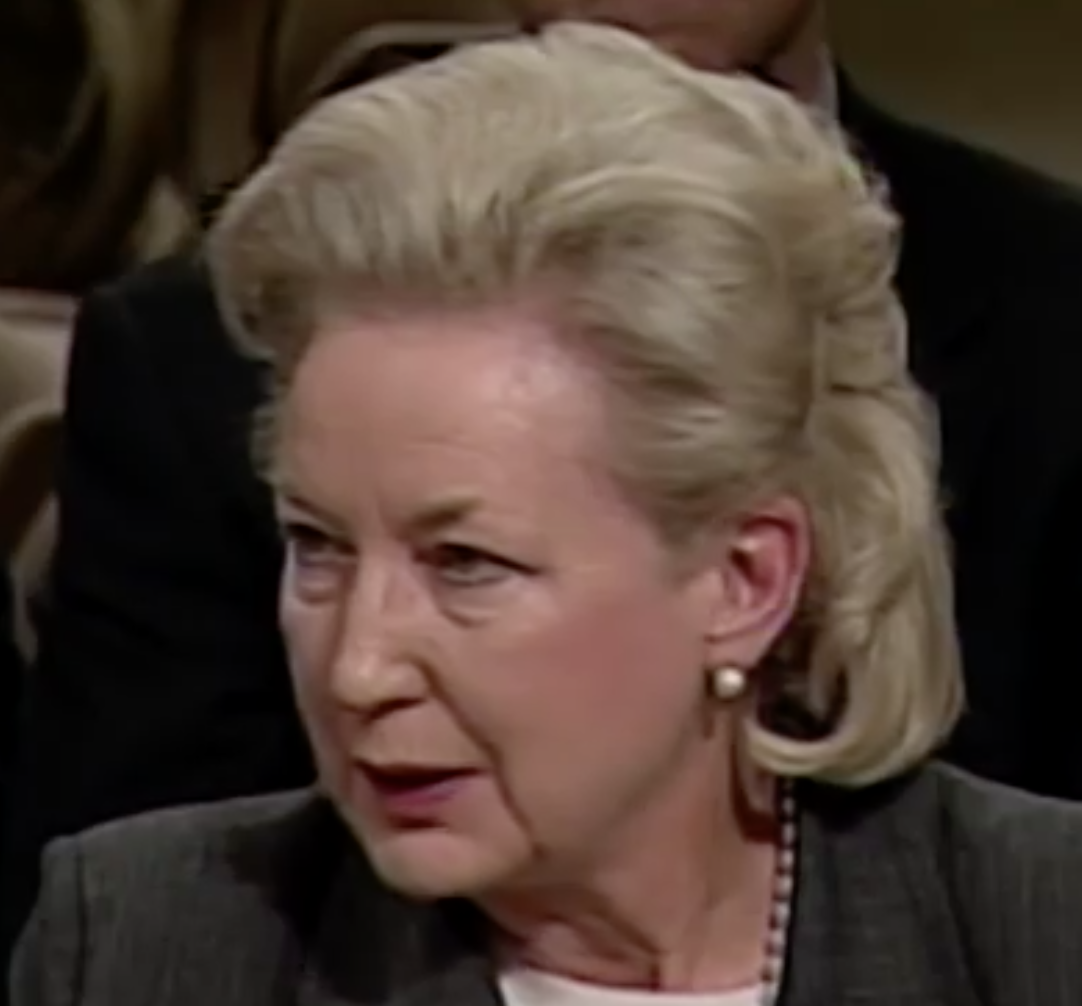
Дочка Меріенн Трамп Беррі, 2006 рік

Сім'я жила на Ямайці, Квінз, а пізніше, зокрема, в Ямайка Естейтс. Спочатку подружжя жило в будинку свекрухи Маклауд; однак до 1940 року пара, переїхала, взявши шотландську домашню прислугу для свого власного господарства. Мері Енн займалася домогосподарством, але іноді допомагала своєму чоловікові в бізнесі з нерухомістю, наприклад збирала монети з пральних машин у сімейних багатоквартирних будинках.
Дітей виховували у пресвітеріанській вірі; 20 січня 2017 року новий президент США Дональд Трамп склав інавгураційну присягу, використовуючи копію переглянутої стандартної версії Біблії, яку йому подарувала його мама 1955 року, після закінчення пресвітеріанської недільної школи. Маклауд їздила на Rolls-Royce з ексклюзивними номерами «MMT», ініціалами її імені Мері Маклауд Трамп.
Займалася волонтерством у лікарні та брала участь у шкільних заходах і благодійних акціях, зокрема сприяла ініціативам з покращення стану людей з церебральним паралічем і зусиллям з покращення життя дорослих з інтелектуальними вадами. Трампи були активними членами Армії Спасіння, бойскаутів Америки та Маяка для сліпих. Відігравала важливу роль у Жіночій допоміжній клініці Ямайки, а також у Ямайському дитячому садку. Вона з чоловіком жертвували час, зусилля, послуги та кілька будівель навколо Нью-Йорка. Павільйон будинку для престарілих на 228 ліжок у медичному центрі лікарні Ямайки, де вона провела роки волонтерства, назвали на її честь. Була членом кількох соціальних клубів.
На відміну від вого чоловіка була стриманою, як і її батько. Вона була невеликої статури, знана вишуканою зачіскою, яку назвали «динамічним помаранчевим завитком», схожою на зачіску її сина Дональда.
1981 року помер старший син Мері Енн Маклауд, Фред Трамп-молодший, від ускладнень, спричинених алкоголізмом.

## Пізніше життя і смерть
У дорослому віці страждала на сильний остеопороз. 31 жовтня 1991 року у 79 років її пограбували під час шопінгу обруч її будинку. Вона чинила опір спробі грабіжника вкрасти її гаманець, у якому було 14 доларів, і злочинець повалив її на землю та побив. Внаслідок події Трамп отримала перелом ребер, синці на обличчі, кілька переломів, крововилив у мозок і незворотні пошкодження зору та слуху. Водій вантажівки з хлібом Лоуренс Герберт затримав 16-річного нападника, за що Дональд Трамп фінансово нагородив рятівника сумою, яка убезпечила його від втрати будинку від примусового продажу. Нападник визнав себе винним у пограбуванні та нападі й отримав дев'ять років позбавлення волі.
Чоловік Мері Енн, Фред Трамп, помер у 93 роки 25 червня 1999 року після того, як захворів на пневмонію. Вона померла через рік, 7 серпня 2000 року, в Єврейському медичному центрі Лонг-Айленда в Нью-Гайд-Парку, Нью-Йорк, у 88 років. Богослужіння проходили в церкві на Мангеттені, і її поховали разом із чоловіком і сином (Фредом-молодшим) на лютеранському цвинтарі всіх віросповідань у Мідл-Віллідж, Квінз. У повідомленні про смерть у її рідній шотландській газеті «Stornoway Gazette» написали: «Мирно в Нью-Йорку 7 серпня, Мері Енн[sic] Трамп, 88 років. Донька покійного Малкольма та Мері Маклауд. З великим сумом».